# Gerli Padar
Gerli Padar (født 6. november 1979) er en estisk sanger. Hun repræsenterede Estland ved Eurovision Song Contest 2007.